# Rock in Rio V
A quinta edição do Rock in Rio foi realizada de 13 a 22 de setembro de 2013 no Parque Olímpico Cidade do Rock, na Avenida Salvador Allende, Barra da Tijuca, no Rio de Janeiro e contou com Bruce Springsteen e E Street Band, Metallica, Iron Maiden, Beyoncé, Justin Timberlake, Florence and the Machine, Sepultura, Nickelback, Bon Jovi, Avenged Sevenfold, John Mayer e Muse para o evento.
A cantora Beyoncé encerrou a primeira noite do evento, que aconteceu no dia 13 de setembro.

O festival abrigou um público menor, com cerca de 85 mil pessoas, contra 100 mil da edição anterior.
Após o inicio das vendas, no dia 30 de outubro, esgotaram-se todas as entradas para os clientes Rock in Rio Card em apenas 52 minutos. No dia 4 de abril, data de inicio das vendas dos ingressos, todos os ingressos para os sete dias do festival foram encerrados em 4 horas. Curiosamente, uma das atrações mais comentadas foi a Rock Street, com temática britânica, onde a banda Sensessional fez centenas de fãs de gêneros variados dançarem ao som de música tradicional irlandesa, pelos sete dias de festival.

## Line-up
| Palco Mundo                                                                  | Palco Sunset |
| Sexta-feira, 13 de setembro                                                  | Sexta-feira, 13 de setembro |
| ---------------------------------------------------------------------------- | --- |
| - Beyoncé - David Guetta - Ivete Sangalo - Abertura                          | - Living Colour & Angélique Kidjo - Maria Rita & Selah Sue - Vintage Trouble & Jesuton - Flávio Renegado & Orelha Negra                                             |
| Sábado, 14 de setembro                                                       | |
| - Muse - Florence and the Machine - Thirty Seconds to Mars - Capital Inicial | - The Offspring - Marky Ramone & Michale Graves - Viva a Raul Seixas: Detonautas Roque Clube, Zeca Baleiro & Zélia Duncan - BNegão & Autoramas                      |
| Domingo, 15 de setembro                                                      | |
| - Justin Timberlake - Alicia Keys - Jessie J - Jota Quest & Lulu Santos      | - George Benson & Ivan Lins - Kimbra & Olodum - Nando Reis & Samuel Rosa - Aurea & The Black Mamba                                                                  |
| Quinta-feira, 19 de setembro                                                 | |
| - Metallica - Alice in Chains - Ghost - Sepultura & Les Tambours du Bronx    | - Rob Zombie - Sebastian Bach - Almah & Hibria - República, Dr. Sin & Roy Z                                                                                         |
| Sexta-feira, 20 de setembro                                                  | |
| - Bon Jovi - Nickelback - Matchbox Twenty - Frejat                           | - Ben Harper & Charlie Musselwhite - Grace Potter and the Nocturnals & Donavon Frankenreiter - Mallu Magalhães & Banda Ouro Negro - The Gift & Afrolata             |
| Sábado, 21 de setembro                                                       | |
| - Bruce Springsteen & E Street Band - John Mayer - Phillip Phillips - Skank  | - Lenine - Gogol Bordello convida Lenine - Ivo Meirelles, Fernanda Abreu & Elba Ramalho - Moraes Moreira, Pepeu Gomes & Roberta Sá - Orquestra Imperial & Jovanotti |
| Domingo, 22 de setembro                                                      | |
| - Iron Maiden - Avenged Sevenfold - Slayer - Kiara Rocks                     | - Sepultura & Zé Ramalho - Helloween & Kai Hansen - Destruction & Krisiun - Andre Matos & Viper                                                                     |

## Pós-Rock in Rio V
Após o Rock in Rio, discos antigos de artistas que tocaram no festival entraram na lista dos mais vendidos do iTunes Brasil. Três álbuns "Bruce Springsteen - Greatest Hits" (1995), "John Mayer - The Collection" (2011), e "Metallica - Black Album" (1991) apareceram entre os 30 álbuns mais vendidos no dia 25/09. Além disso, a música "How You Remind Me", do Nickelback, apareceu em 9º lugar da lista de músicas mais baixadas deste mesmo dia.